# Ringau
Ringau ist ein Gemeindeteil der Gemeinde Plankenfels im Landkreis Bayreuth (Oberfranken, Bayern). Ringau liegt in der Gemarkung Plankenfels.

## Geografie
Der Weiler Ringau liegt im zentralen Teil der Fränkischen Schweiz und am unteren Lauf der Truppach, die ein linker Zufluss der Wiesent ist. Die Nachbarorte sind Truppach und Mengersdorf im Nordosten, Neuwelt im Osten, Schrenkersberg im Südosten, Altneuwirthshaus im Südwesten, Plankenstein im Westen und Schnackenwöhr im Nordwesten. Der Weiler ist von dem dreieinhalb Kilometer entfernten Plankenfels aus über die Staatsstraßen St 2191 und St 2186 sowie über eine Gemeindeverbindungsstraße erreichbar, die nordwestlich des Ortes von der St 2186 abzweigt.

## Geschichte
Ringau ist seit der mit dem bayerischen Gemeindeedikt von 1818 erfolgten Gemeindegründung ein Gemeindeteil der Gemeinde Plankenfels. Vor den infolge der Gebietsreform in Bayern erfolgten Eingemeindungen hatte die zum Landkreis Ebermannstadt gehörende Gemeinde Plankenfels 1961 insgesamt 892 Einwohner, davon 20 in Ringau, das damals fünf Wohngebäude hatte.